# 大金刚藤
大金刚藤（学名：Dalbergia dyeriana），为豆科黄檀属下的一个植物种。